# 二歧鹿角蕨
二歧鹿角蕨（学名：Platycerium bifurcatum）为鹿角蕨科鹿角蕨属下的一个种。